# Emilio Raffaele Papa
Emilio Raffaele Papa (Imola, 25 dicembre 1931 – Torino, 3 maggio 2022) è stato uno storico e avvocato italiano.

## Biografia
Ha insegnato nelle Università di Bologna, di Bergamo e di Torino, nella quale ha esordito quale assistente di Alessandro Galante Garrone e ha poi tenuto, per oltre vent'anni, un corso di Storia dei partiti e dei movimenti politici. Come docente di Storia contemporanea, ha rivolto i suoi interessi soprattutto alla storia delle istituzioni, ma si è interessato anche di fascismo, di storia del movimento operaio e socialista, di storia della magistratura italiana. Autore di una ventina di volumi (molti ristampati più volte) e di centinaia di saggi pubblicati in riviste, si è anche dedicato alla "storia generale" con una Storia della Svizzera e una Storia dell'unificazione europea. Di rilievo anche la sua attività come giornalista (fu tra l'altro consigliere nazionale dell'Ordine dei giornalisti e presidente, per tredici anni, della Commissione ricorsi e disciplinare dell'Albo nazionale dei giornalisti) e avvocato (fu difensore di ufficio, benché rifiutato dai brigatisti, nel  processo alle Brigate Rosse celebratosi a Torino dal 1976 al 1978 e difensore civico della Città di Torino dal 2004 al 2010).

## Riconoscimenti
Ha vinto, fra gli altri: il Premio Campione (in giuria: E. Montale, presidente E. Biagi, I. Montanelli, D. Laiolo, C. De Martino, G. Gonella) per la saggistica (col suo Origini delle società operaie), consegnatogli al Quirinale dal Capo dello Stato; un premio della Presidenza del Consiglio dei ministri, per la sua attività di studioso e di docente; la medaglia d'oro del Presidente della Repubblica per il suo Magistratura e politica; il premio Torino Libera - Valdo Fusi (giugno 2015) che gli è stato consegnato nella sala d'onore del Municipio di Torino.

## Opere principali
- Storia di due manifesti: il fascismo e la cultura italiana, con un saggio di Francesco Flora, Milano, Feltrinelli, 1958
- Origini delle società operaie, Milano, Lerici, 1967
- Magistratura e politica: origini dell'associazionismo democratico nella magistratura italiana: 1861-1913, Padova-Venezia, Marsilio, 1973
- Fascismo e cultura, Padova-Venezia, Marsilio, 1975
- Il processo alle Brigate Rosse, Torino, Giappichelli, 1979
- Per una biografia intellettuale di Francesco Saverio Merlino, Milano, F. Angeli, 1982
- Ritorno alla politica: problemi del socialismo e della democrazia, Milano-Torino, F. Angeli-Istituto di studi storici Gaetano Salvemini, 1988
- Storia della Svizzera: dall'antichita ad oggi, il mito del federalismo, Milano, Bompiani, 1993
- Bottai e l'arte: un fascismo diverso?, Milano, Electa, 1994
- Discorso sul federalismo, Milano, Giuffre, 1997
- Rileggendo Carlo Rosselli: dal socialismo liberale al federalismo europeo, Milano, Guerini, 1999
- Storia dell'unificazione europea, Milano, Bompiani, 2006
- L' altra faccia della democrazia: per una democrazia della sorveglianza, Manduria, Lacaita, 2012
- Che cos'è la democrazia?, Soveria Mannelli, Rubbettino, 2014